# 阿尔当日
阿尔当日（法語：Hardanges，法語發音：[aʁdɑ̃ʒ]）是法国马耶讷省的一个市镇，属于马耶讷区。

## 地理
阿尔当日（48°20'11"N, 0°24'7"W）面积18.48 平方千米，位于法国卢瓦尔河地区大区马耶讷省，该省份为法国西北部内陆省份，北起芒什省和奧恩省，西接伊勒-维莱讷省，南至曼恩-卢瓦尔省，东临萨尔特省。
与阿尔当日接壤的市镇（或旧市镇、城区）包括：尚热内特、拉沙佩勒欧里布勒、勒阿姆、卢富热尔、马尔西耶城、勒里拜。

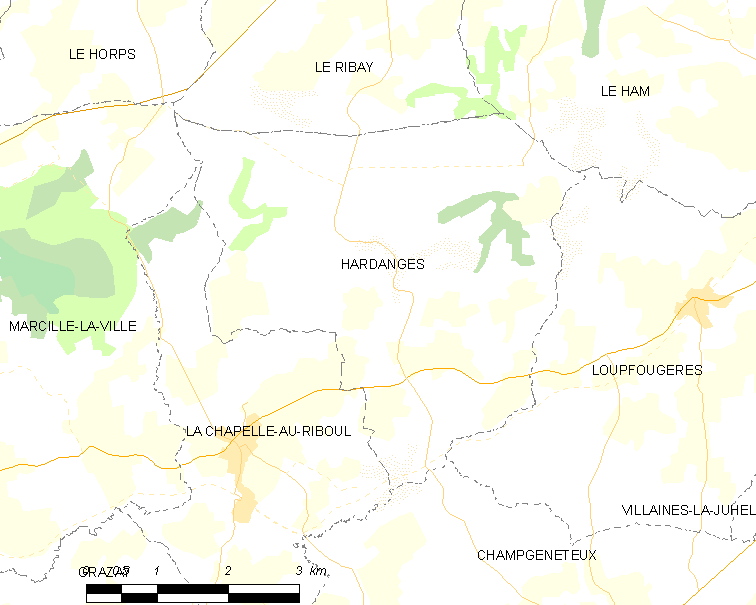
阿尔当日的OSM定位图

阿尔当日的时区为UTC+01:00、UTC+02:00（夏令时）。

## 行政
阿尔当日的邮政编码为53640，INSEE市镇编码为53114。

## 政治
阿尔当日所属的省级选区为拉赛堡县。

## 人口

1962-2008年间阿尔当日人口变化图示

阿尔当日于2022年1月1日时的人口数量为172人。